# William Oglander (6e baronnet)
William Oglander, 6e baronnet (13 septembre 1769 - 17 janvier 1852) est un homme politique anglais qui siège à la Chambre des communes de 1807 à 1812.

## Biographie
William Oglander est né à Parnham, près de Bridport, dans le Dorset, fils de William Oglander, cinquième baronnet et de son épouse Sukey Serle, fille de Peter Serle de Testwood. Il fait ses études au Winchester College et s'inscrit au New College d'Oxford le 3 mars 1787, à l'âge de 17 ans, et obtient un baccalauréat en 1790. Il succède à son père le 5 janvier 1806.
En 1807, il est élu député de Bodmin et siège jusqu'en 1812. Il est haut-shérif du Dorset de 1817 à 1818.
Il épouse le 24 mai 1810 Maria Anne Fitzroy, fille de George FitzRoy (4e duc de Grafton) à St George's Hanover Square et commande un portrait d'elle par Thomas Lawrence, probablement destiné à être accroché à la maison récemment rénovée de Parnham.
Il est mort à l'âge de 82 ans à Parnham. Il est remplacé comme baronnet par son fils Henry .